# ارکان (گروهان)
گروهان ارکان از جمله ۴ یا ۵ گروهان موجود در داخل یک گردان نیروی زمینی می‌باشد که کارکنان پایور و وظیفه این گروهان در دسته‌های مخابرات، بهداری، مهمات، تعمیرگاه، پارک موتوری، ستاد گردان سازماندهی می‌شوند. در تیپ ۵۵ هوابرد گروهان ارکان و ادوات ادغام گشته‌اند.